# Sân bay Datadawai
Sân bay Datadawai hay Sân bay Datah Dawai (IATA: DTD, ICAO: WALJ) là một sân bay ở Long Pahangai, huyện Tây Kutai, Đông Kalimantan, Indonesia.
Sân bay này có một đường cất hạ cánh dài 2460 m và có mỗi ngày một chuyến nối Datadawai với Samarinda, với 9 chỗ ngồi.

## Các hãng hàng không và các tuyến điểm
- Dirgantara Air Services (Samarinda)[2]